# 佳能 EOS 7D
佳能 EOS 7D是Canon旗下第一款採用雙DIGIC4处理器，單位數字編號命名的APS-C數位單反，
同時使用新開發19點十字型自動對焦系統與63區雙層感應器的全新iFCL測光系統，內建雙軸電子水平儀拍照時能調整機身水平。
另外錄影功能改良為獨立單鍵錄影，MPEG-4 AVC （H.264）1920 x 1080 （30p/25p/24p）：每分鐘約330MB，約12分鐘；1280 x 720 （60p/50p）：每分鐘約330MB，約12分鐘； 640 x 480 （60p/50p）：每分鐘約165MB，約24分鐘。相机內置單聲道麥克風，具備外接立體聲麥克風端子。
7D除了是首款应用DIGIC4雙處理器的機身，在影片錄製上也比佳能 EOS 5D Mark II 的 30fps 更高，
也是Canon首部單位數字編碼的數位單反APS-C機身，有意味著APS-C旗艦級的單反來臨。
佳能现在发布了2.0的固件，加入了一些佳能 EOS 5D Mark III 的新功能，并提升了连拍性能。

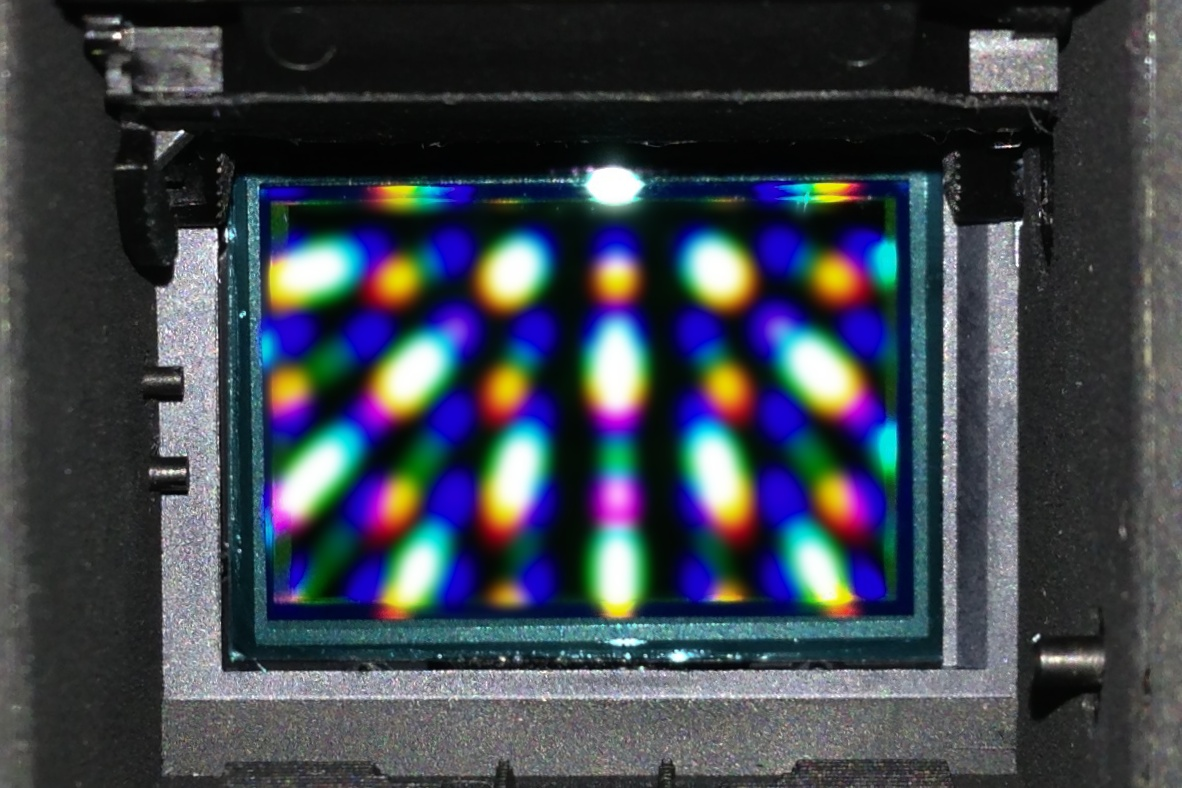
EOS 7D的CMOS感应器